# Scribonia de usucapionibus
Scribonia de usucapionibus va ser una antiga llei romana de les anomenades Agrariae, establerta potser l'any 34 aC sota els cònsols Luci Escriboni Libó i Marc Antoni. Prohibia la usucapió de servituds sobre propietats urbanes i no requeria per la seva extinció ni bona fe ni títol just.